# Otón I de Carintia
Otón I (c. 950-4 de noviembre de 1004), al que también se conoce como Otón de Worms, fue un salio, duque de Carintia entre 978 y 985 y luego de 1002 hasta su muerte en 1004.

## Biografía
Era hijo único  de Conrado el Rojo, duque de Lotaringia, y de Lutgarda de Sajonia, hija del emperador Otón I. Su madre murió cuando el niño tenía tres años y este pasó gran parte de su infancia y juventud en la corte de su abuelo, hasta la muerte de este en el 973. Su tío materno, Otón II, ascendió el trono imperial al fallecer Otón I.
Otón de Worms aparece por primera vez en los documentos como conde de Nahegau en torno al 956; poseía por entonces Speyergau y Wormsgau, y otros condados de la región. En el 978, su tío el emperador Otón II le nombró duque de Carintia y margrave de Verona tras desposeer de estos feudos a su antiguo señor, Enrique, de la dinastía Luitpoldinga que se había enfrentado en vano al soberano en la guerra de los Tres Enriques. No obstante, la viuda de Otón, Teófano, devolvió Carintia a los luitpoldingos en el 985 para tratar de granjearse su apoyo para nombrar heredero a su hijo Otón III, por entonces menor de edad; en consecuencia, Otón perdió el ducado. Conservó, sin embargo, el título de duque de Worms, recibió el kaiserpfalz de Lautern y se apropió de grandes fincas de la abadía de Wissembourg (Weißenburg) para compensar la pérdida del ducado.
A la muerte del duque Enrique II de Baviera en el 995, Otón recobró el ducado de Carintia y la marca de Verona. Cuando el emperador Otón III  falleció en el 1002, tanto Otón de Worms como Enrique IV de Baviera se postularon al título de rey de romanos. Otón finalmente se retiró de la competición y a cambio el nuevo rey (Enrique) le confirmó la posesión de Carintia. No obstante, hubo de ceder sus posesiones renanas a su antiguo rival, el obispo Burcardo de Worms.
Otón murió dos años después; el ducado de Carintia pasó entonces a su hijo Conrado.

## Familia
Otón desposó a Judit (fallecida en el 991), que era probablemente nieta del duque Arnulfo el Malo de Baviera. Se les conocen los siguientes hijos:
- Enrique de Speyer (muerto antes del año 1000), conde de Wormsgau;[3]
- Bruno (muerto en el 999), papa con el nombre de Gregorio V a partir del 996;[3]
- Conrado I, duque de Carintia (1004-1011);[3]
- Guillermo, obispo de Estrasburgo (1028-1047).[7]

| Predecesor Enrique I   | Duque de Carintia 978-985 | Sucesor Enrique I |
| Predecesor Enrique III | 1002-1004                 | Sucesor Conrado I |